# Bonnet (Familienname)
Bonnet ist ein französischer, deutscher und niederländischer Familienname.

## Herkunft
Bonnet ist ein französischer Familienname. Viele Franzosen sind im 16. Jahrhundert aus Frankreich geflüchtet, weil sie wegen ihrer Religionszugehörigkeit verfolgt worden sind. Die Hugenotten und Waldenser haben sich unter anderem in den Niederlanden und auch in Deutschland und anderen europäischen Ländern niedergelassen und haben ihre französischen Namen mitgenommen in die neue Heimat.

## Namensträger
- Alexis Bonnet (* 1966), französischer Mathematiker und Finanzmanager
- Albrecht Bonnet (1860–1900), deutscher Ingenieur und Archäologe
- Amédée Bonnet (1809–1858), französischer Chirurg
- Anne Bonnet (Anne Thonet; 1908–1960), belgische Malerin
- Anne-Marie Bonnet (* 1954), französische Kunsthistorikerin
- Antoine Bonnet (* 1958), französischer Komponist
- August von Bonnet zu Meautry (1845–1903), bayerischer Generalmajor
- Batisto Bonnet (1844–1925), französischer Schriftsteller okzitanischer Sprache
- Beatriz Bonnet (1930–2020), argentinische Filmschauspielerin und Komikerin
- Carlos Bonnet (1892–1983), venezolanischer Komponist und Dirigent
- Cécile Bonnet-Weidhofer (* 1982), deutsche Politikerin (FDP)
- Céline Bonnet (Schwimmerin) (* 1976), französische Schwimmerin
- Céline Bonnet (Fußballspielerin) (* 1977), französische Fußballspielerin
- Céline Distel-Bonnet (* 1987), französische Leichtathletin
- Charles Bonnet (1720–1793), Schweizer Naturwissenschaftler und Philosoph
- Charles Bonnet (Orientalist) (* 1933), französischer Archäologe und Orientalist
- Charlotte Bonnet (* 1995), französische Schwimmerin
- Christian Bonnet (Politiker) (1921–2020), französischer Politiker, Mitglied der Nationalversammlung und Senator
- Christian Bonnet (Musiker) (1945–2017), französischer Jazzmusiker, Autor und Musikproduzent
- Christian Bonnet (Bildhauer) (* 1955), deutscher Bildhauer, Objektkünstler und Grafiker
- Didier Bonnet (1949–2011), französischer Autorennfahrer und Rennwagenkonstrukteur
- Dieter Bonnet (1937–2016), deutscher Physiker und Autor
- Dominique Bonnet (* 1939), Bischof von Mouila
- Edmond Bonnet (1848–1922), französischer Arzt und Naturforscher
- Emmanuelle Bonnet (* 1998), Schweizer Musikerin
- Franck Bonnet (* 1954), französischer Leichtathlet
- Franck-Olivier Bonnet († 2013), französischer Schauspieler
- François Bonnet (Maler) (1811–1894), französisch-schweizerischer Maler
- François Bonnet (Radsportler), französischer Radsportler
- François Bonnet (Kanute) (* 1947), französischer Kanute
- Françoise Bonnet (* 1957), französische Marathonläuferin
- Franz Bonnet (1893–1972), deutscher Schauspieler
- Georges Bonnet (1889–1973), französischer Politiker und Außenminister
- Gisbert Bonnet (Gijsbert Bonnet; 1723–1805), niederländischer reformierter Theologe
- Graham Bonnet (* 1947), britischer Musiker
- Guy Bonnet (1945–2024), französischer Sänger, Komponist und Textdichter
- Hans Bonnet (Ägyptologe) (1887–1972), deutscher Ägyptologe
- Hans Bonnet (Politiker) (1902–1963), deutscher Politiker (NSDAP)
- Helmut Bonnet (1910–1944), deutscher Zehnkämpfer
- Honoré Bonnet (1919–2005), französischer Alpinskitrainer
- Horst Bonnet (1931–2006), deutscher Regisseur
- Jacques Bonnet (* 1938), französischer Hockeyspieler
- Jean de Saint-Bonnet de Toiras (1585–1636), Marschall von Frankreich
- Jean Louis Bonnet (1805–1892), Schweizer reformierter Geistlicher
- Johann Carl Bonnet (1737–1786), deutscher Pfarrer und Lyriker
- Jorge Bonnet (* 1965), puerto-ricanischer Judoka und  Bobsportler
- Joseph Bonnet (1884–1944), französisch-kanadischer Organist, Komponist und Musikpädagoge
- Jules Bonnet (Kirchenhistoriker) (1820–1892), französischer Kirchenhistoriker
- Jules Bonnet (Fotograf) (1840–1928), französischstämmiger Fotograf
- Julio Bonnet, argentinischer Gewichtheber
- Louis-Marin Bonnet (1731/1743–1793), französischer Maler und Grafiker
- Luc Bonnet (1983–2012), deutscher Toningenieur, Komponist und Produzent
- Marie Bonnet (* 1984), deutsche Schauspielerin und Hörspielsprecherin
- Marie-Jo Bonnet (* 1949), französische Historikerin
- Marie-Thérèse Bonnet (* 1955), französische Rodlerin
- Martin Bonnet (* 1968), deutscher Ingenieur und Hochschullehrer
- Max Bonnet (1841–1917) (auch Maximilian Bonnet), dt. Altphilologe,  Prof. für lat. Literatur in Lausanne u. Montpellier
- Nicolas Bonnet (* 1984), französischer Skibergsteiger und Extremsportler
- Nicolas Bonnet (Radsportler) (* 1988), französischer Radrennfahrer
- Piero Antonio Bonnet (1940–2018), italienischer Rechtswissenschaftler
- Pierre Bonnet (Komponist) (um 1555 – um 1615), französischer Komponist
- Pierre Bonnet (Zoologe) (1897–1990), französischer Arachnologe
- Pierre Bonnet (Boxer) (1910–nach 1936), französischer Boxer
- Pierre Bonnet (Radsportler) (* 1990), französischer Radrennfahrer
- Pierre Ossian Bonnet (1819–1892), französischer Mathematiker
- René Bonnet (1904–1983), französischer Autorennfahrer und Fahrzeugkonstrukteur
- Robert Bonnet (1851–1921), deutscher Anatom
- Rudolf Bonnet (1889–1977), deutscher Lehrer und Genealoge
- Stede Bonnet (1688–1718), barbadischer Piratenkapitän
- Udo Bonnet (* 1961), deutscher Psychiater und Suchtforscher
- William Bonnet (* 1982), französischer Radrennfahrer